# 首尔善邻初等学校
首尔善邻初等学校（韓語：서울선린초등학교），首爾特別市江东区的一所初等學校，成立于1985年10月24日。女演员任恩頃是该校校友。